# Sluschba wneschnei raswedki

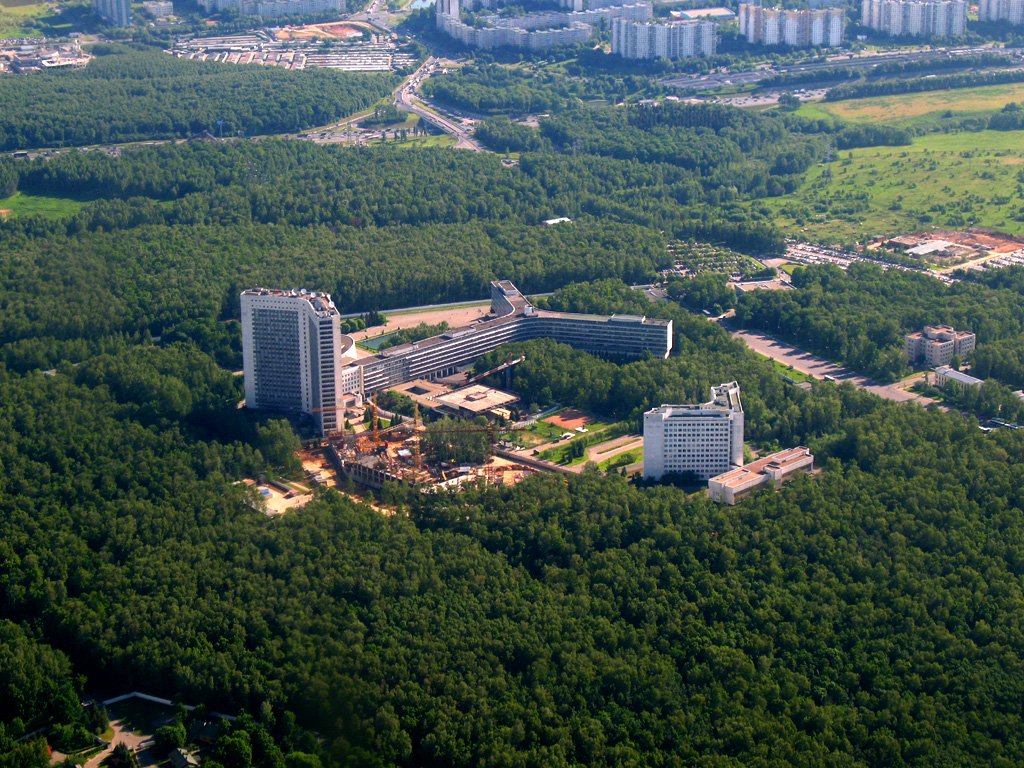
Gebäude der Zentrale (2008)

Die Sluschba wneschnei raswedki (SWR, auch SVR; russisch Служба внешней разведки Российской Федерации, СВР Sluschba wneschnei raswedki Rossiskoi Federazii (SWR); wiss. Transliteration Služba vnešnej razvedki, deutsch Dienst der Außenaufklärung der Russischen Föderation) ist der russische zivile Auslandsgeheimdienst.

## Aktivitäten
Die Tätigkeitsfelder des SWR umfassen Politik, Ökonomie, Wissenschaft und Technik. Für die militärische Auslandsaufklärung ist hingegen der Glawnoje Raswedywatelnoje Uprawlenije (GRU) zuständig.
Darüber hinaus versucht der Geheimdienst, Aktivitäten und Arbeitsweisen anderer Geheimdienste auszukundschaften (Gegenspionage). Bei der Umstrukturierung der russischen Geheimdienste wurden dem SWR Aufgaben im Bereich der Fernmeldeaufklärung übertragen.
Der zentrale Sitz des Dienstes befindet sich auf dem Territorium der Gemeinde Sossenskoje des Verwaltungsbezirkes Nowomoskowski, unmittelbar außerhalb des Moskauer Autobahnrings unweit des Stadtteils Jassenewo. Der Dienst verfügt über mindestens 15.000 Mitarbeiter. Hauptamtliche SWR-Mitarbeiter im Ausland tarnen sich als Diplomaten oder Journalisten. In der „Hauptabteilung S“ werden Agenten mit falschen Namen und konstruierten Biografien koordiniert, die in verschiedenen wichtigen Ländern platziert werden. Anlässlich eines im Staatsfernsehen übertragenen Besuchs im Stabsquartier des SWR Ende Juni 2022 machte Wladimir Putin die Industriespionage angesichts der Sanktionen gegen Russland seit dem Überfall auf die Ukraine zur Priorität für den Auslandsgeheimdienst. Agenten müssten die Basis für die strategische Planung und Analyse internationaler Prozesse liefern, so der Kremlchef.

## Geschichte
Am 20. Dezember 1920 unterschrieb Feliks Dzierżyński die Anordnung Nr. 169 zur Gründung einer Abteilung für Auslandsaufklärung (russ. Иностранный отдел, Inostranny otdel, kurz ИНО, INO). Es war die Geburtsstunde der zivilen Auslandsaufklärung in der Sowjetunion. Bis dahin hatte es lediglich eine Sonderabteilung für militärische Auslandsaufklärung gegeben, die sich nebenher auch um zivile Fragen kümmerte. Der heutige SWR betrachtet sich als INO-Nachfolger. Das 80-jährige und das 90-jährige INO-Jubiläum wurden vom SWR festlich begangen.
Die zivile Auslandsaufklärung der Sowjetunion wechselte mehrfach die Aufsichtsbehörde: Am 22. Februar 1922 wurde die INO als Auslandsabteilung dem Staatlichen Politischen Direktorat (GPU) zugeordnet. Ihr wurden sämtliche geheimdienstlichen Aktivitäten im Ausland zugewiesen. Dazu gehörten die Sammlung wichtiger Informationen in anderen Ländern sowie die Liquidierung von Überläufern, Emigranten und so genannten „Volksfeinden“. Von 1923 bis 1934 gehörte die INO zur Vereinigten staatlichen politischen Verwaltung des Rates der Volkskommissare der Sowjetunion (Объединённое государственное политическое управление при СНК СССР, Obedinjonnoje gossudarstwennoje polititscheskoje uprawlenije pri SNK SSSR). Im Juli 1934 wurde die INO dem Innenministerium der UdSSR (NKWD) eingegliedert. 1941 wurde aus der INO die INU des Volkskommissariat für Staatssicherheit (NKGB), 1954 schließlich die Erste Hauptverwaltung (PGU) des KGB.
Nach dem gescheiterten Augustputsch in Moskau wurde die PGU im Oktober 1991 durch den ZSR (Zentralnaja Sluschba Raswedki, deutsch: Zentraler Nachrichtendienst) ersetzt und war damit nicht mehr Teil des KGB. Im Dezember 1991 ging der ZSR im SWR auf. Erster Leiter des SWR von 1991 bis 1996 war Jewgeni Primakow. Ihm folgten Wjatscheslaw Trubnikow (1996–2000), Sergei Lebedew (2000–2007), Michail Fradkow (2007–2016) und Sergei Naryschkin (ab 5. Oktober 2016).

## Struktur
Gemäß Artikel 12 des Gesetzes "Über die Auslandsaufklärung" wird die Gesamtaufsicht und -leitung der Auslandsaufklärungsaktivitäten vom Präsidenten der Russischen Föderation wahrgenommen, der den Direktor des SWR ernennt. Der Direktor wiederum versorgt den Präsidenten mit regelmäßigen Berichten. Er hat ferner einen permanenten Sitz im Sicherheitsrat der Russischen Föderation.
Laut öffentlich zugänglichen Quellen besaß der SWR in den 1990ern folgende Hauptverwaltungen:
- Verwaltung PR: Politische Aufklärung: 17 Abteilungen, jeweils mit Zuständigkeit für bestimmte Weltregionen (USA, Kanada, Lateinamerika usw.)
- Verwaltung S: Illegale Netzwerke: 13 Abteilungen, zuständig für die Vorbereitung und den Einsatz von Agenten im Ausland, Rekrutierung ausländischer Agenten usw.
- Verwaltung X: wissenschaftliche und technische Aufklärung
- Verwaltung KR: Gegenspionage: Infiltration fremder Dienste und Überwachung von russischen Staatsbürgern im Ausland
- Verwaltung OT: Operativ-technische Unterstützung
- Verwaltung R: Operative Planung und Analyse
- Verwaltung I: Informationstechnologie (Informationsanalyse und Verbreitung von Falschinformation)
- Verwaltung für Ökonomische Aufklärung

Laut der eigenen Website svr.gov.ru hatte der SWR 2016 folgende Abteilungen:
- Personal
- Operationen
- Analyse & Information
- Wissenschaft
- Operative Logistik & Unterstützung

Jede dieser Abteilungen wird von einem Vizedirektor geleitet, der an den Direktor des SWR berichtet. Das frühere Rotbanner-Institut des KGB „J. W. Andropow“ heißt heute Akademie für Auslandsaufklärung (russisch Академия внешней разведки) und ist in der wissenschaftlichen Verwaltung angesiedelt.

### Einheiten
- Einheit 33949: Die Einheit führt Auslandseinsätze durch; u. a. war der Este Herman Simm ein Spion für die Einheit.[8][9] Auch Alexander Nikolajewitsch Potejew war Doppelagent dieser Einheit.[10] Über Serhiy Zavorotnyy versuchte die Einheit 33949 den Präsidentschaftswahlkampf zwischen Hillary Clinton und Donald Trump zu beeinflussen (siehe Russische Einflussnahme auf den Wahlkampf in den Vereinigten Staaten 2016).[11] Aus den Vulkan Files geht hervor, dass die Einheit 33949 auch Aufträge an NTC Vulkan vergab.[12]

## Leitung

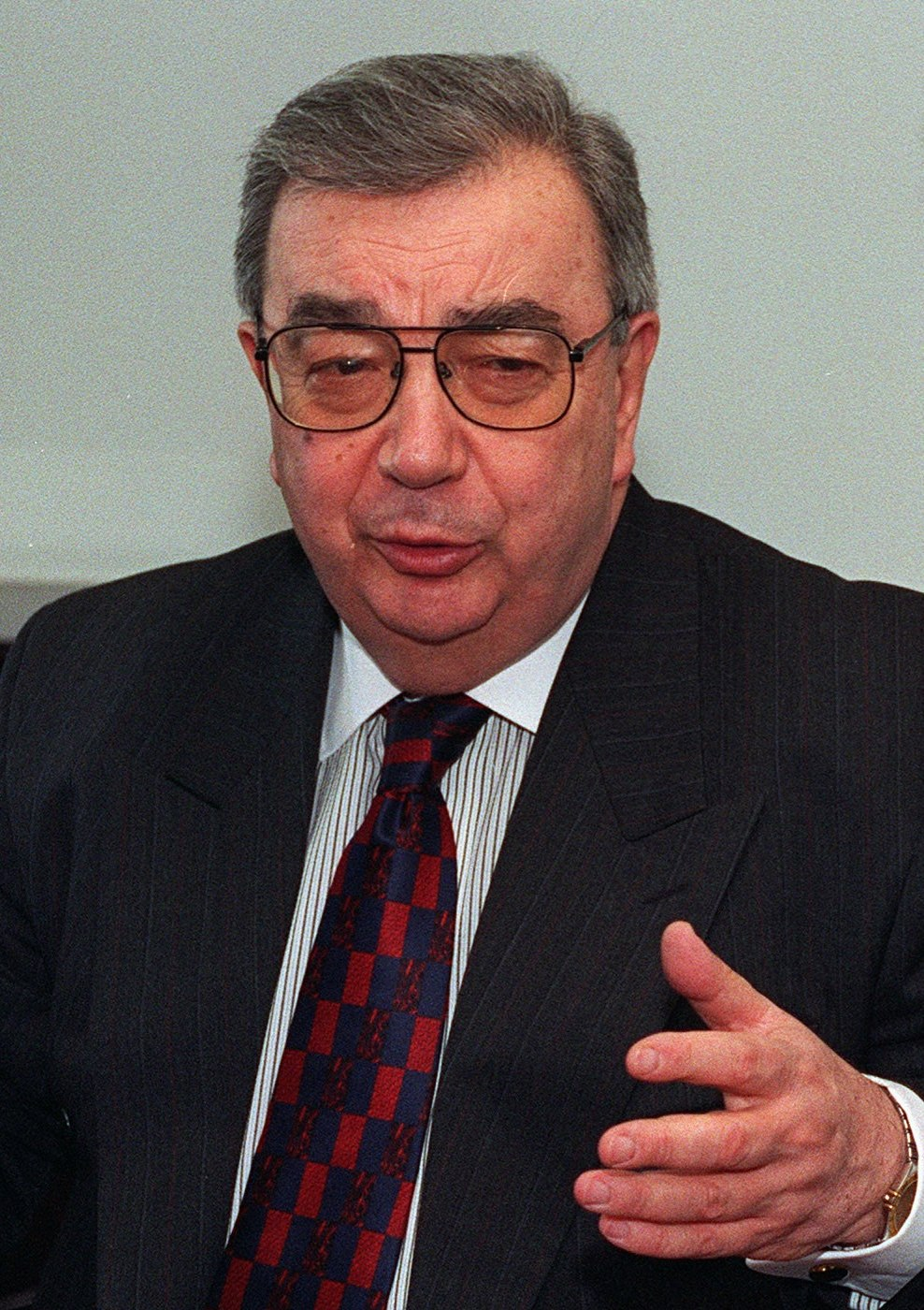
Jewgeni Primakow (1991–1996)
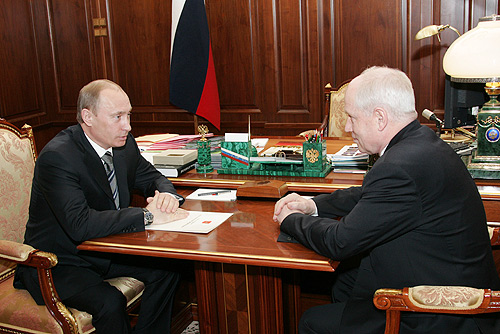
Sergei Lebedew (rechts) (2000–2007)
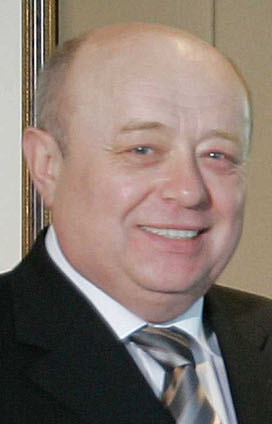
Michail Fradkow (2007–2016)
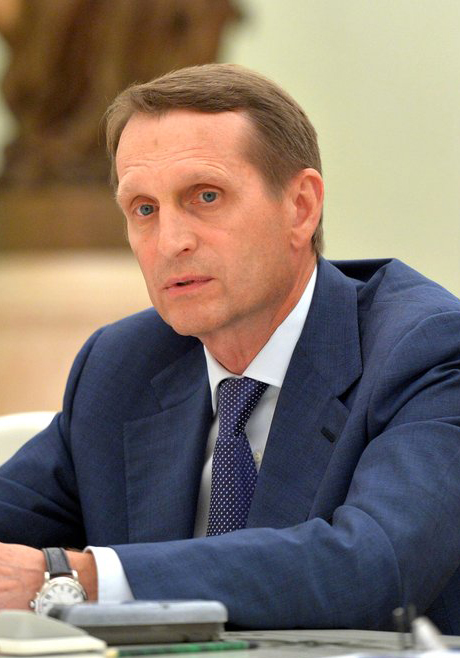
Sergei Naryschkin (seit 2016)